# 小泉製瓦
小泉製瓦有限会社（こいずみせいがわら）は、愛媛県今治市菊間町浜に本社を置く瓦メーカーである。

## 概要
1700年頃に創業した老舗瓦メーカーである。創業から現在まで一貫して、愛媛県今治市菊間町の特産品として知られる菊間瓦を製造している。建物の洋風化などで屋根瓦の需要が減少する中、2008年より製瓦と並行し瓦素材を使った建材や工芸品・日用品の製造・販売を手がけている。
屋根瓦は「小泉製瓦」として、工芸品は屋号である「菊貞」を販売ブランドとしている。菊貞は屋号で5代目の小泉貞吉の時代から、「菊間町の貞吉」という意味で「菊貞」と名乗っている。

## 沿革
- 1700年頃 - 創業。
- 1977年 - 「小泉製瓦有限会社」設立。
- 2008年 - 瓦工芸品の製造部門として「かわらや菊貞」を設立。
- 2015年 - ブライダル業者からの依頼を受け、菊間瓦の3連時計を制作[3]。
- 2017年 - 菊間瓦の食器シリーズ「瓦膳（がぜん）」を開発[4]。
- 2018年 - 菊間瓦で初となる酒器1合片口とおちょこを開発[5]。
- 2022年 - 温浴施設を運営するキスケからの依頼を受け、フィンランドサウナ入浴法ロウリュで使うサウナストーンを制作[6]。
- 2023年 - 側面にいかめしい鬼の顔をあしらった七輪「鬼瓦七輪」を開発[7]。
- 2025年 - モノツク工業と共同で開発した、たき火台「燈瓦（とうが）」の販売開始[8]。